# La Jonchère-Saint-Maurice
La Jonchère-Saint-Maurice (tiếng Occitan: La Junchéra) là một xã của tỉnh Haute-Vienne, thuộc vùng Nouvelle-Aquitaine, miền trung nước Pháp.